# Kamil Urbański
Kamil Urbański (ur. 1981 w Starachowicach) – polski kompozytor, pianista jazzowy, aranżer, doktor sztuki. Absolwent Akademii Muzycznej im. Karola Szymanowskiego w Katowicach.
Laureat wielu nagród, m.in. na Warszawskim Festiwalu Pianistów Jazzowych, Bielskiej Zadymce Jazzowej, czy Nagrody Muzycznej „Fryderyk”.
Od 2010 r. wraz z Jędrzejem Łaciakiem współtworzy wyróżniane wielokrotnie Interplay Jazz Duo.
W latach 2004–2012 związany z Piwnicą Artystyczną Wandy Warskiej
i Andrzeja Kurylewicza w Warszawie.
Kamil Urbański jest doktorem sztuki w dziedzinie sztuk muzycznych w dyscyplinie artystycznej instrumentalistyka.
Współpracował m.in. z takimi artystami jak: Wanda Warska, Andrzej Kurylewicz, Stanisław Soyka, Aga Kiepuszewska, Gaba Kulka, Kwartet Wilanów, Narodowa Orkiestra Symfoniczna Polskiego Radia w Katowicach, Polska Orkiestra Sinfonia Iuventus.

## Nagrody
- 2013: Nagroda Główna w konkursie Debiuty Śląskie 2013[8]
- 2013: Nagroda Specjalna Dyrektora Opery Śląskiej w Bytomiu w konkursie Debiuty Śląskie
- 2013: Nagroda Prezydenta miasta Starachowice[9]
- 2013: Nagroda Akademii Fonograficznej Fryderyk[5]
- 2012: II miejsce w konkursie Muzyczne Scyzoryki 2012, Świętokrzyskie Nagrody Artystyczne
- 2012: Główna Nagroda Konkursu Lotos Jazz Festival 14. Bielskiej Zadymki Jazzowej[4]
- 2011: III miejsce w konkursie 4th Azoty Tarnów International Jazz Contest
- 2011: II Nagroda w konkursie Powiew Młodego Jazzu podczas X Międzynarodowego Krokus Jazz Festiwal
- 2011: Jupitery 2011 – nagroda przyznana przez Starachowickie Centrum Kultury
- 2011: Wyróżnienie Specjalne podczas konkursu Nadzieje Warszawy 2011, Tygmont
- 2011: III Nagroda na 47. Wrocławskim Festiwalu Jazzowym Jazz nad Odrą 2011
- 2004: I miejsce w konkursie debiutujących pianistów; 2. Warszawski Festiwal Pianistów Jazzowych[3]
- 1999: Stypendium Ministra Edukacji Narodowej

## Dyskografia
- 1997: Międzyszkolny Big-Band ze Starachowic (Polskie Radio Kielce)
- 2000: Big-Band i Przyjaciele Juniors Band (Polskie Radio Kielce)
- 2005: The Abnormal Observations T.A.O. (Unicorn Digital Inc. Quebec, Canada)
- 2009: Hat, rabbit Gaba Kulka (Mystic Production) (aranżacje instrumentów dętych)
- 2011: X Międzynarodowy Krokus Jazz Festiwal 2011 (Jeleniogórskie Centrum Kultury) (antologia)
- 2012: Interplay Jazz Duo (Radio Katowice SA)
- 2012: Silence Aga Kiepuszewska (Polskie Radio) (kompozytor, aranżer)
- 2012: Smooth Jazz Cafe 12 (Universal Music Polska) (antologia)
- 2012: Jaki piękny jest świat Juniors Band i Stanisław Soyka (Targi Kielce)
- 2013: It’s Great Again Andrzej Chochół (Fonografika)
- 2016: Kruche Gaba Kulka (Mystic Production) (aranżacje instrumentów dętych)[10]
- 2018: Ćwierć Wieku Juniors Band Starachowice (Stowarzyszenie Przyjaciół Big-Bandu) (antologia)
- 2018: Time for Melody Andrzej Chochół (Ostrowiec Świętokrzyski)